# Butte de Montsec
La butte de Montsec est une butte-témoin des côtes de Meuse, située sur le territoire de la commune de Montsec, dans le département français de la Meuse, en Lorraine, dans la région administrative Grand Est.

## Monument américain
Au sommet de la colline, à une altitude de 377 mètres, se trouve un monument commémorant les offensives menées par l'armée américaine sur le saillant de Saint-Mihiel (à environ quinze kilomètres à l'ouest de Montsec) lors de la Première Guerre mondiale, du 12 au 15 septembre et du 9 au 11 novembre 1918. 
Le monument, érigé en 1932 en pierre d'Euville, est constitué d'une rotonde à colonnade de style néoclassique, dont le centre est occupé par une table d'orientation sur laquelle est sculptée une carte en bronze illustrant le champ de bataille.
Lors de la Seconde Guerre mondiale, le site fut réinvesti par l'armée allemande pour constituer un point de surveillance protégé, puis fut repris par une offensive aérienne alliée accompagnée de bombardements. À cette occasion, le monument fut légèrement endommagé, puis réparé par la suite.
Il a été classé monument historique par un arrêté du 7 avril 1975.
Le monument se veut aussi le symbole de la coopération entre armée française et américaine ayant permis la reconquête de Saint-Mihiel. Il a été construit sur les plans de l'architecte américain Egerton Swartwout, par l'agence gouvernementale américaine American Battle Monuments Commission, qui continue de l'entretenir.
Le monument est pour l'IGN un site géodésique du réseau de détail français.

## Galerie

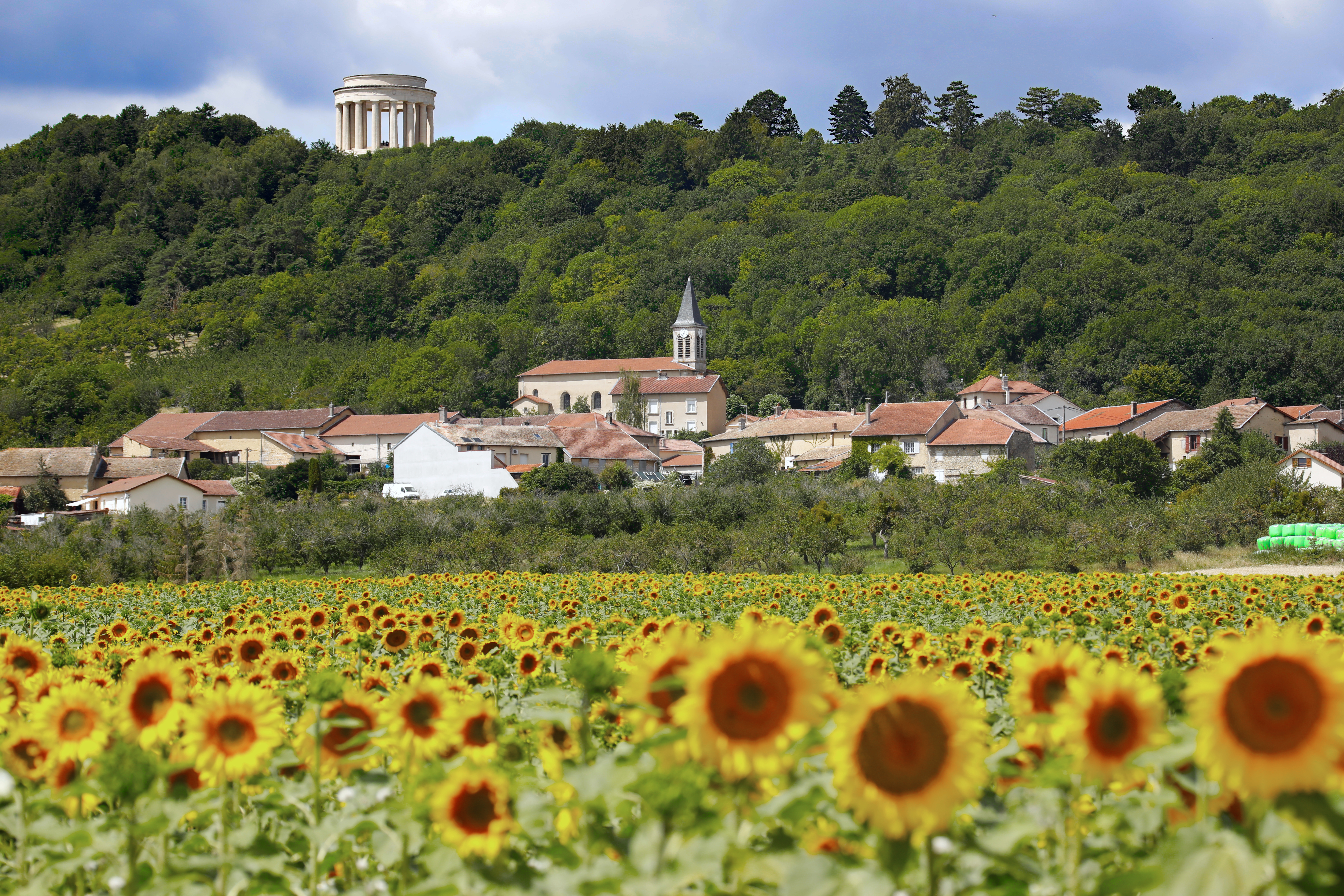
Le village de Montsec avec le monument sur la butte.
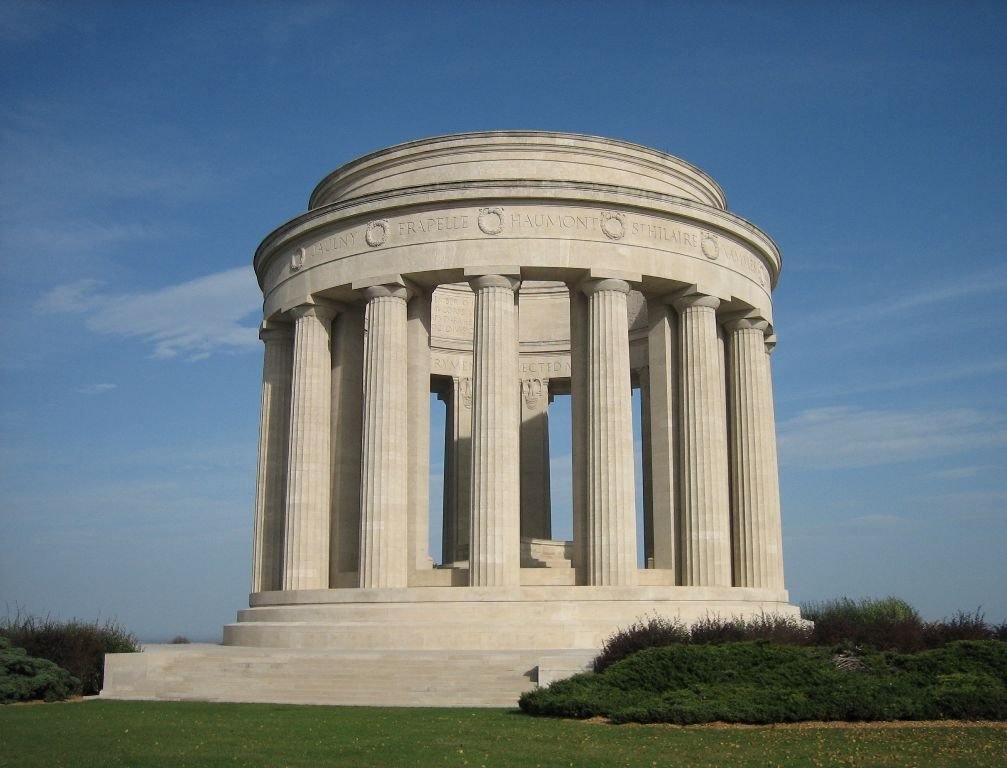
Le monument, vu de son parc.
Son parc, témoin des côtes jusqu'à Hattonchâtel.
Vue imprenable sur la partie sauvage du lac de Madine.
La rotonde en pierre locale abritant sa carte.
Détail de la carte, de Woinville à Heudicourt-sous-les-Côtes.
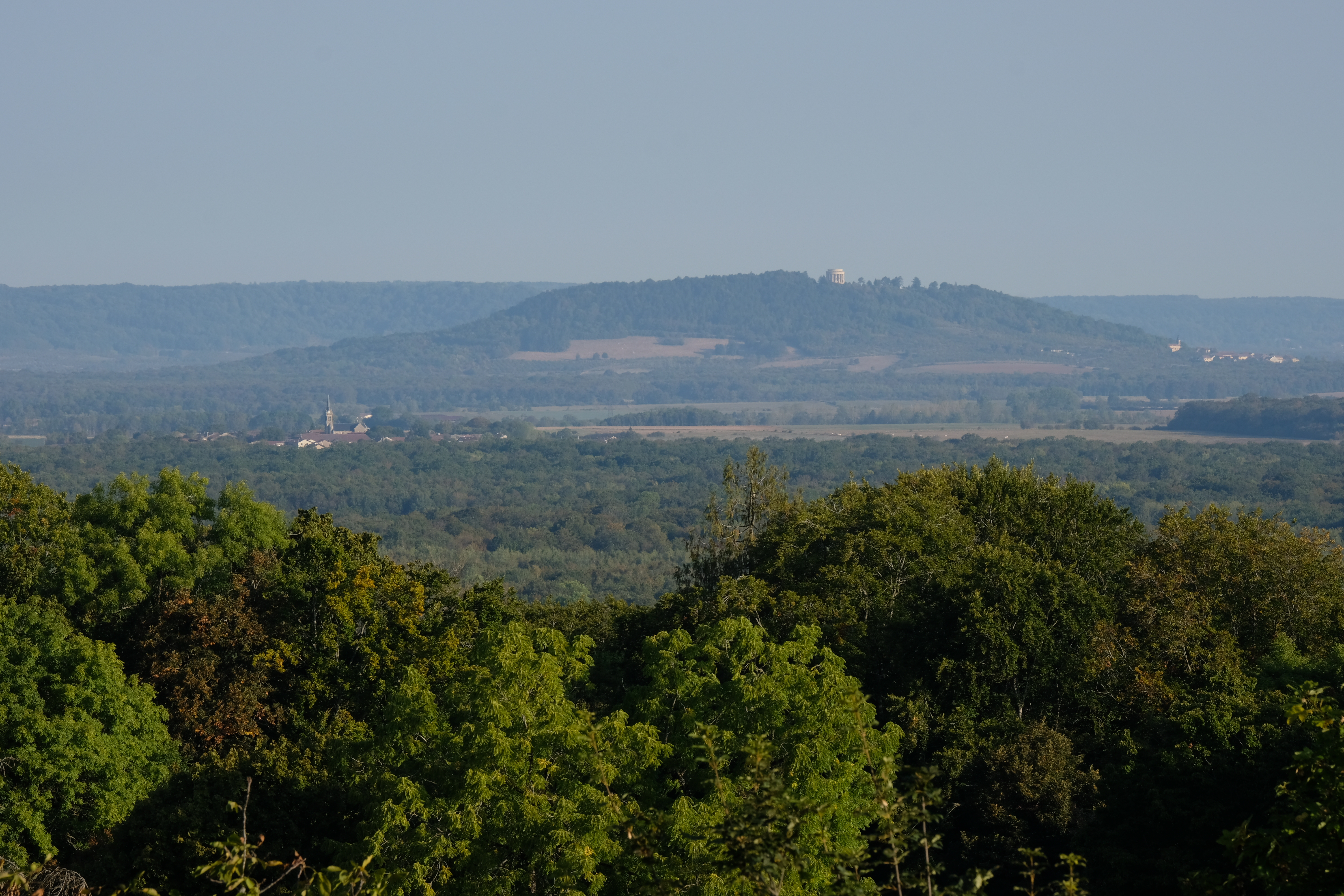
Vue générale depuis Boucq.
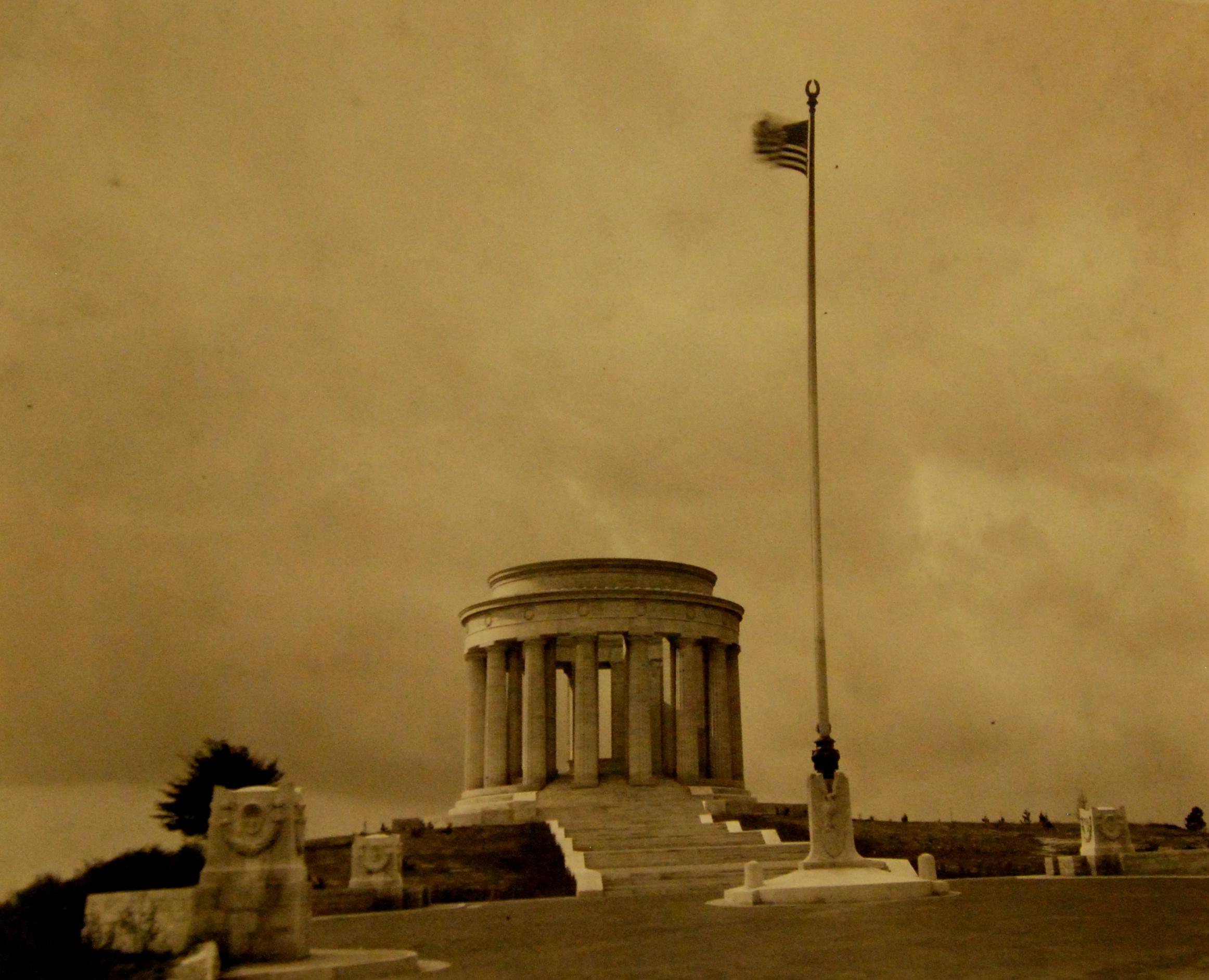
Entre les deux guerres avec son drapeau.